# Stanisław Worcell
Stanisław Gabriel Worcell (Stepan, Wołyń régió, 1799. március 26. – London, 1857. február 3.) lengyel politikus, politikai gondolkodó és publicista, Kossuth társa és barátja a londoni emigrációban.

## Élete
Lengyelország három felosztása után született, szülőhelye a mai Ukrajna területén található. Grófi családból származott. Tanulmányait a Tadeusz Czacki és Hugo Kołłątaj által alapított Kremenyeci Líceumban folytatta, ami a Nagy Szejm előtti évtizedekben polgári elvek alapján megvalósított lengyel oktatási reform örökösének, a régió oktatási és kulturális központjának számított.
Már korai éveiben élénken érdekelték a kortárs európai gondolatok, köztük az utópista szocializmus ideái. Tagja volt egy szabadkőműves páholynak. Az 1830-as oroszellenes novemberi felkelés idején a Volinyi (Wołyń) vajdaságban katonai harcokban vett részt. Ezért 1831. augusztus 11-én elnyerte a legmagasabb lengyel katonai kitüntetést (lengyelül: Order Wojenny Virtuti Militari), amelyet II. Szaniszló Ágost lengyel király 1792-ben eredetileg azok számára alapított, akik részt vettek az oroszok és a Targowicai felkelés elleni harcokban a Május 3-i alkotmány védelmében. 1831-ben beválasztották a felkelés alapján létrejött szejmbe.
A novemberi felkelés bukása után a nagy emigráció (Wielka Emigracja) tagjaihoz hasonlóan Franciaországba menekült, majd Angliában telepedett le. Különféle emigráns lengyel szervezetek munkájában vett részt. Kezdetben az 1832. március 17-én Párizsban megalapított baloldali Demokratikus Lengyelország Társasága (Towarzystwo Demokratyczne Polskie, TDP) befolyásos tagja volt. 1835-ben kivált és az egyik alapítója lett egy cári börtönről (Gromady Ludu Polskiego, röviden: Lud Polski) elnevezett szintén baloldali, radikális, főképp volt katonákból álló szervezetnek, majd az Emigráns Uniónak (Zjednoczenia Emigracji), végül újra a Lengyel Demokratikus Társaságnak.
Londonban egyik barátja Giuseppe Mazzini olasz politikus volt, de a szintén emigráns Kossuth Lajossal is megismerkedett, akivel jelentős szellemi hatást gyakoroltak egymásra.
Gryzomir Tukan álnéven tagja volt egy szabadkőműves társaságnak (Towarzystwo Szubrawców). E szervezet bírálta a maradiságot, a nemesek és a parasztság viszonyát, a részegeskedést, a szerencsejátékot és az üres nemzetieskedést. Lengyelország bajaiért a nemességet tette felelőssé, és a jobbágyság felszabadítását, valamint földreformot tervezett. Túlságos baloldalisága miatt azonban a tagjai szembekerültek a főképp nemesekből álló emigráció tagjaival s elszigetelődtek.
Testvére Mikołaj Worcell volt, akit 1827-ben a Kaukázusba deportáltak, s csak 1843-ban szabadult onnan és tért vissza Lengyelországba.

## Worcell és Magyarország
Politikai gondolkodóként munkásságának középpontjában a lengyel és ehhez kapcsolódóan a magyar függetlenség kérdése állt. Elképzelése szerint Európában három politikai rendszer, régió alakulhat ki az államok felbomlásával. A nyugati-déli Franciaországot, Spanyol- és Olaszországot foglalja magába. A középső Németországot és esetlegesen Skandináviát is. A keleti Lengyelországot, a szlávokat, valamint Magyarországot és a románokat. Elképzelése szerint a keletieknek közös államot kell létrehozniuk Lengyelország vezetésével, hogy ellensúlyt képezzenek a német és orosz hatalmi erőkkel szemben. Helytelenítette, hogy a szláv népek az 1848–49-es forradalom és szabadságharc folyamán Magyarország ellen léptek fel, gyengítve ezzel az összefogás esélyét. Az államszervezet formájáról úgy vélte, hogy mind az erősen centralizált, mind a föderális állam megfelelő keret lehet a népek együttélésének, a lényeges egymás szabadságának az elismerése és tisztelete.
Az 1850-es évek elején Worcell és Kossuth úgy ítélték meg, hogy a forradalom ügye nincs még veszve, fel kell rázni Kelet-Európát a fásultságából. Worcell a szocialista forradalom híve lett. Kossuth annyit ismert el ebből, hogy a függetlenség visszaszerzése után a szociális ügyeket is orvosolni kell. Mazzinihez hasonlóan konspirációval, kisebb helyi összeesküvések szervezésével, felkelések kirobbantásával kívánták felszítani a forradalom lángját. Az 1853-1856 között zajló krími háború idején azonban szembekerültek egymással. Kossuth magyar és lengyel légiók szervezését javasolta Törökország, Anglia, Franciaország és Piemont oldalán. Worcell és általában a lengyelek nem bíztak III. Napoleonban és Palmerston angol miniszterelnökben. Félelmük beigazolódott, Oroszország legyőzése után nem nyújtottak segítséget a lengyeleknek, mivel az osztrákok is az ő oldalukra álltak. Kossuth a politikai vita ellenére nem tagadta meg barátságukat, de ezt követően Ludwik Mieroslawski felé fordult.

## Emlékezete
Lengyelországot és Magyarországot egy írásában két örökéletű tölgyhöz hasonlította, amelyek gyökérzete szétválaszthatatlanul összenőtt. A gondolatot gyakran idézik fel a lengyel–magyar kapcsolatokban, illetve a lengyel-magyar barátság kapcsán. 2006-ban Győrött szobrot avattak, ami két összenőtt tölgyet formáz. 2014-ben az akkor 75 éves Budapesti Lengyel Intézet ajándékaként falfestményt készítettek a Budapest, VII. kerületi Klauzál utca egyik csupasz tűzfalára, ami szintén a tölgyeket ábrázolja a Worcell-idézettel együtt.

## Fordítás
- Ez a szócikk részben vagy egészben a Stanisław Gabriel Worcell című lengyel Wikipédia-szócikk ezen változatának fordításán alapul.  Az eredeti cikk szerkesztőit annak laptörténete sorolja fel. Ez a jelzés csupán a megfogalmazás eredetét és a szerzői jogokat jelzi, nem szolgál a cikkben szereplő információk forrásmegjelöléseként.